# چاه قلعه‌ریگ
چاه قلعه‌ریگ یک منطقهٔ مسکونی در ایران است که در دهستان نه واقع شده‌است. چاه قلعه‌ریگ ۱۱ نفر جمعیت دارد.